# Executive Outcomes
Executive Outcomes var ett företag specialiserad på privata militäroperationer, med andra ord legoknektsuppdrag. Det grundades 1989 av Eeben Barlow i Sydafrika.. Barlow hade en bakgrund inom den 32:a bataljonen inom de Sydafrikanska försvarsstyrkorna (SADF), Sydafrikas underrättelsetjänst och Civil Cooperation Bureau (CCB) med ansvar för Europa. Företaget är ett av mest kända exemplen på ett privat militärt företag. Executive Outcomes (EO) grundades för att tillhandahålla träning till den sydafrikanska underrättelsetjänsten och de sydafrikanska specialstyrkorna. Exempel på kurser var identifiering och rekrytering av agenter, undvikande av övervakning i stadsmiljö, grundläggande tekniker i sabotage, kommunikation, defensiva och offensiva förartekniker och kontraspionage.

## Vapen och utrustning
Vissa akademiker menar att EO skaffade sig vapen från den öppna marknaden. Uppgifter förekommer även om att EO skulle ha använt sig av bomber av typen Fuel-Air Explosive. Enligt Barlow använde sig EO endast av de vapen som regeringarna som företaget arbetade åt kunde tillhandahålla. Barlow förnekar att företaget skulle ha tillgång till eller använt bomber av typen FAE, men bekräftar att multipelbomber använts i Angola.
I Angola utnyttjades i huvudsak flygplan av typen PC-7 som utrustades med rakettuber, en MiG-23 och helikoptrar av typen Mi-8/17. Helikoptrar av typen Mi-24 Hind var utlovade men kom aldrig att användas. Dessutom utnyttjades ryska stridsfordon av typen BMP-2. Ett flygplan av typen King Air 200 utrustades med infraröda kameror och video, varefter det utnyttjades som spaningsplan.
I Sierra Leone utnyttjades Land Rovers utrustade med kulsprutor, stridsfordon av typen BMP-2 och en helikopter av typen Mi-24 Hind som flögs av personal från EO till en början. Även i Sierra Leone utnyttjades en King Air 200 utrustad med infraröda kameror och video som spaningsplan.

## Kontrakt

### Angola 1993-1996
Företagets första internationella kontrakt blev att assistera den angolska militären vid Soyo 1993. EO kontrakterades därefter av Angolas regering för träning och offensiva operationer mot gerillarörelsen UNITA. Detta kontrakt kom att vara mellan 1993 och 1996. Tre anställda till EO dödades under det första kontraktet vid Soyo och 17 under det andra längre kontraktet. Efter att EO lämnat Angola 1996 kontrakterades istället det amerikanska företaget Military Professional Resources Incorporated (MPRI).

### Sierra Leone 1995-1997
År 1995 kontrakterades EO av Sierra Leones regering för att träna de väpnade styrkorna och bekämpa gerillagruppen RUF. Detta kontrakt varade mellan 1995 och 1997. Sex anställda till EO dödades under detta kontrakt, som totalt omfattade 250 soldater. Efter att EO lämnat Sierra Leone kom företaget Sandline International att kontrakteras.
Kontraktet i Sierra Leone omfattade 3 faser:
- Fas 1: Säkra huvudstaden Freetown och närliggande områden;
- Fas 2: Erövra nyckeldistrikt i landet;
- Fas 3: Attacker mot RUF:s baser och högkvarer.[10][15]

## Upplösning
Den 27 juni 1997 lämnade Eebem Barlow in sin avskedsansökan som VD för EO. EO:s verksamhet upphörde 31 december 1998.